# Курумбельское сельское поселение
Курумбельское се́льское поселе́ние — муниципальное образование в Черлакском районе Омской области Российской Федерации.
Административный центр — село Джартаргуль.

## История
Статус и границы сельского поселения установлены Законом Омской области от 30 июля 2004 года № 548-ОЗ «О границах и статусе муниципальных образований Омской области»

## Население
| 2010 | 2011 | 2012 | 2013 | 2014 | 2015 | 2016 |
| ---- | ---- | ---- | ---- | ---- | ---- | ---- |
| 367  | ↘366 | ↘359 | ↘340 | ↘312 | ↘305 | ↘301 |
| 2017 | 2018 | 2019 | 2020 | 2021 | 2023 |      |
| ↘274 | ↘259 | ↘245 | ↘227 | ↘123 | ↘96  |      |

Курумбельское сельское поселение
Гендерный состав
По данным Всероссийской переписи населения 2010 года в гендерной структуре населения из 367 человек мужчин — 174, женщин — 193 (47,4 и 52,6 % соответственно).

### Национальный состав
Согласно результатам переписи 2002 года, в национальной структуре населения Курумбельского сельского округа русские и казахи составляли примерно по 40 % от общей численности населения в 610 чел..

## Состав сельского поселения
| № | Населённый пункт | Тип населённого пункта       | Население |
| - | ---------------- | ---------------------------- | --------- |
| 1 | Джартаргуль      | село, административный центр | 208       |
| 2 | Стретенка        | деревня                      | 159       |